# Deborah van Daelen
Deborah van Daelen est une ancienne joueuse néerlandaise de volley-ball née le 24 mars 1989 à Zwolle. Elle mesure 1,88 m et jouait au poste d'attaquante. Elle a totalisé 28 sélections en équipe des Pays-Bas. Elle a mis un terme à sa carrière de volleyeuse professionnelle en mai 2019.

## Clubs
| Club                            | De        | À         |
| ------------------------------- | --------- | --------- |
| VC Weert                        | 2007-2008 | 2010-2011 |
| Pays d'Aix Venelles Volley-Ball | 2011-2012 | 2011-2012 |
| VC Stuttgart                    | 2012-2013 | 2013-2014 |
| Pallavolo Scandicci             | avr 2014  | mai 2014  |
| VC Stuttgart                    | 2015-2016 | 2018-2019 |

## Palmarès
- Championnat des Pays-Bas
  - Vainqueur : 2011.
  - Finaliste : 2010.
- Coupe des Pays-Bas
  - Vainqueur : 2011.
- Coupe d'Allemagne
  - Vainqueur : 2017.
  - Finaliste : 2016, 2019.
- Championnat d'Allemagne
  - Vainqueur : 2019.
  - Finaliste : 2016, 2017, 2018.
- Supercoupe d'Allemagne
  - Vainqueur :2016.
  - Finaliste : 2017.